# Дромища
Дромища (на гръцки: Δρομίστα) е планинско село в Пинд на 640 м надморска височина. Селото е част от пастирската общност на Балтос, Мала Влахия. Към 2011 г. има само 5 постоянни жители.